# Рудольф Бультман
Рудольф Карл Бультман (нім. Rudolf Karl Bultmann; 20 серпня 1884, Віфельштеде, Аммерланд, Нижня Саксонія, Німецька імперія — 30 липня 1976, Марбург, Гессен, ФРН) — німецький протестантський теолог-екзистенціаліст та біблеїст, один з основоположників діалектичної теології. Автор концепції «деміфологізації» Нового Заповіту.
Він був однією з головних фігур біблеїстики ХХ століття. Відомий своєю роботою Новий заповіт та міфологія, що викликала багато дискусій через ідею деміфологізації. Будучи критиком ліберальної теології, Бультман натомість виступав за екзистенціалістичну, не буквальну інтерпретацію Нового Заповіту. 

## Біографія

### Ранні роки та кар'єра
Бультман народився 20 серпня 1884 року у Віфельстеде, Ольденбург, у сім'ї Артура Кеннеді Бультмана, лютеранського пастора.
Вивчав богослов'я в Тюбінгенському університеті. Після трьох семестрів перейшов до Берлінського університету на два семестри і потім в університет Марбурга. У 1910 році захистив дисертацію, присвячену апостолу Павлу. Пізніше він стає викладачем Нового Завіту в Марбурзі. Після короткого лекторства в Бреслау і Гіссені, Бультман повертається в Марбург (1921), де трудиться до виходу на пенсію в 1951 році.
У 1921 році виходить книга «Історія синоптичної традиції» — одна з найважливіших екзегетичних робіт Бультмана, яка до сих пір зберігає своє значення при дослідженні Євангелія.

### Марбургзький період
Бультман подружився з Мартіном Хайдеггером, який п'ять років викладав у Марбурзі. Погляди Хайдеггера на екзистенціалізм мали вплив на мислення Бультмана.
У 1924-1926 роках Ханна Арендт вивчала теологію у Бультмана, з яким він читав лекції з протестантської теології. 
Бультманн критично ставився до нацизму з самого початку, і його кар’єра між 1933 і 1941 роками була відзначена серією боротьби з нацистами щодо їх впливу на університети та протестантську церкву. Як лютеранин, який вважав, що Церква не могла сподіватися, що нацистська держава буде християнською, хоча, він прямо не засуджував її антисемітизм. Також, він заперечував проти претензії нацистів на владу над усіма аспектами німецького життя, включаючи університети та протестантську церкву.
В 30-х роках та в часи Другої світової війни, Бультман був членом Сповідальної церкви[en].
Важливі міркування Бультмана про Новий заповіт та міфологія (1941) збіглися з Другою світовою війною. Дебати про деміфологізацію, що почалися з цієї лекції, стали суперечливими після війни і призвели до заяви єпископа на Фленсбурзькому синоді Об'єднаної євангельсько-лютеранської церкви Німеччини в 1952 році, яка була спрямована проти підходу Бультмана до деміфологізації Нового завіту.
Тим не менш, свою роботу разом з ідеєю деміфологізації він вважав апологетичною, спрямованою на захист та обґрунтування християнства в епоху науки та критичного мислення, говорячи про унікальність та важливість донесення суті Євангелія, Доброї Вісті мовою сучасної людини, як писав Бультман у 1952 році. 

### Останні роки життя
В 1974 році уряд Федеративної Республіки Німеччини нагородила Бультманна найвищим рівнем ордена «За заслуги».
Теолог помер 30 липня 1976 року в Марбурзі.

## Теологія та внесок
Див. також: Новий заповіт та міфологія (Бультман)

### Біблія
Бультман відомий своєю вірою в те, що історичний аналіз Нового Завіту є марним і непотрібним, враховуючи, що найдавніша християнська література мало цікавилася конкретними місцями. Бультман стверджував, що все, що має значення, це не те, що Ісус ніби-то робив дива та всі надприродні речі, а те, що він жив, проповідував і помер через розп'яття, цим самим радикально вплинув на історію та показав людству справжнє існування, подолавши відчуження. 
Розвивав ідею «деміфологізації» Нового Завіту як звільнення «керигми» (позачасного євангельського послання) Нового Завіту від міфу як сукупності алегорій із вплетенням конкретно-історичного контексту, але в першу чергу як продукту сприйняття і мислення, підпорядкованих він принципу , переважно, засобами масової комунікації. 
Бультман вважав, що деміфологізацію потребує інтелектуальна чесність, що не можна зберігати міф тільки тому, що він опинився у Біблії.

Бультман писав:
«Не можна користуватися електричним світлом та радіо, користуватися сучасними медичними та клінічними засобами у разі хвороби і при цьому вірити в дух та дивовижність Нового Завіту. І кожен, хто думає, що може зробити це сам, повинен усвідомити, що якщо вони проголошують це ставленням християнської віри, вони роблять християнське проголошення в сучасності незрозумілим та неможливим». - Новий Заповіт та міфологія, 1941, с. 18.
Бультман покладався на деміфологізацію, підхід до екзистенціального тлумачення міфологічних елементів у Новому Завіті. Бультман стверджував, що лише віра в керигму, або проголошення, Нового Заповіту була необхідною для християнської віри, а не будь-які конкретні факти щодо історичного Ісуса.

### Філософія екзистенціалізму як спосіб розуміння Біблії
Бультман розглядав теологію в екзистенціальних термінах і стверджував, що Новий Заповіт був радикальним текстом, гідним розуміння, але підданим сумніву свого часу через переважаюче переконання протестантів у надприродній інтерпретації та в хвастощах законників[en], «які є вірними закону», і в хвалах філософів, «які пишаються своєю мудрістю», Бультманн знаходить «основне людське ставлення» до «самоветства, яке намагається ввести в нашу власну владу навіть подання, яке ми знаємо як нашу автентичну істоту». Проти будь-якої людської сваволі виступає Новий Заповіт, «який стверджує, що ми жодним чином не можемо звільнитися від нашої фактичної гріховності у світі, але звільняємося від неї лише дією Бога. 

### Ісус Христос
Бультманн залишався переконаним, що розповіді про життя Ісуса пропонують теологію у формі історії, вкладаючи уроки звичною мовою для того періоду — міфу. Їх не треба було виключати, а дати пояснення, щоб їх можна було зрозуміти на сьогодні. Бультман вважав, що віра має стати сучасною реальністю. Бультману здавалося, що люди світу завжди перебувають у розчаруванні та хвилюванні. Віра має бути рішучим життєвим актом волі, а не вибракуванням і вихвалянням «давніх доказів». Бультман сказав про спасіння і вічність: «Як відтепер є тільки віруючі і невіруючі, так і тепер є тільки врятовані і втрачені, ті, що мають життя, і ті, хто в смерті».
Бультманн вважав, що апостолів Павла та Івана не стільки цікавила людина Ісус чи його земне життя, а більше віруючий Христос, що він виправдовував передусім 2 Кор. 5:16: «Хоч ми пізнали Христа за тілом, ми більше не знаємо Його».

## Особисте життя
Бультман одружився з Хелен Фельдман 6 серпня 1917 року. Хелен Бультман померла в 1973 році.
У пари було чотири доньки:
- Емма Зенфт (1915—1977).
- Антьє Бультман-Лемке (1918—2017).
- Гезіне Дісельхорст (1920—2017).
- Хайльке Бультман (1924—1973).